# Wilhelm Kienzle
Wilhelm Kienzle (* 23. März 1886 in Basel; † 3. August 1958 in Zürich) war ein Schweizer Innenarchitekt, Möbeldesigner, Produktgestalter, Gebrauchsgrafiker und Kunstpädagoge.

## Leben und Werk
Wilhelm Kienzle war ein Sohn des Kaufmanns Hermann Gustav Adolf Kienzle. Seine Brüder waren Hermann Kienzle, Kunsthistoriker und spätere Direktor der Allgemeinen Gewerbeschule Basel, sowie der Innenarchitekt, Maler und Bildhauer Otto Walter Kienzle (1877–1944).
Von 1901 bis 1903 absolvierte Kienzle bei der Möbelfabrik Zehnle & Bussinger in Basel eine Schreinerlehre. Als Möbelzeichner war er 1904/1905 tätig und besuchte parallel dazu die Allgemeine Gewerbeschule Basel. Anschliessend absolvierte er von 1905 bis 1908 Volontariate als Kunstschlosser, Gürtler und Ziseleur an der Kunstwerkstätte für Handarbeit aus Metall bei der Firma Riggenbach in Basel. Nachdem er als Möbelentwerfer in Freiburg im Breisgau tätig gewesen war, gründete er 1908 sein eigenes Designbüro in München und entwarf Innenausstattungen, Gebrauchsgrafiken sowie Möbel für Industrie und Handwerk. Nach längeren Aufenthalten in Rom und Paris arbeitete er 1913 im Architekturbüro von Ino A. Campell in München und 1914 für kurze Zeit zusammen mit Peter Behrens bei der AEG in Berlin. Anschliessend war er als Entwerfer für die Königlich bayrische Hofmöbelfabrik tätig. 
1916 kehrte Kienzle in die Schweiz zurück und heiratete die aus Basel stammende Elise (Elsa), geborene Rinderspacher. Sie war die Schwester des Künstlers Ernst Rinderspacher (1879–1949). Im gleichen Jahr trat er dem Schweizerischen Werkbund (SWB) bei. Für die Kunstgewerbeschule Zürich, an der er von 1918 bis 1951 als Leiter der Fachklasse für Innenausbau lehrte, wurde er schnell zur zentralen Figur für das industrielle Design und die Entwicklung für die Schweizerische Wohnungseinrichtung. Bereits 1918 nahm er mit seiner Klasse an der Werkbundausstellung in Zürich teil. 
Ab 1927 war Kienzle Mitglied der Schweizergruppe bei der Werkbundausstellung Stuttgart-Weissenhof. 1928 gestaltete er mit seinen Schülern eine Wohnung für die Ausstellung «Das neue Heim II». Unter anderen waren Oskar Burri und Willy Guhl seine Schüler. Drei Jahre später partizipierte Kienzle an der Wohnausstellung in der Werkbundsiedlung Neubühl in Zürich, 1939 folgte der Entwurf eines Wohnzimmers für eine musizierende Familie für die Zürcher Landesausstellung. Zudem gestaltete er 1925 in Paris und 1928 in Stockholm internationale Ausstellungen.  
Als freischaffender Möbeldesigner war Kienzle sehr vielseitig. So schuf er Telefontische, Holzspielzeug, das Xylophon «Klangtaube», Kindergartentische und Wechselrahmen. Aus dem Jahr 1930/1932 stammt sein bekanntes Büchergestell, das später von der Wohnbedarf AG in Basel reediert wurde. 
Um 1935 begann die langjährige Freundschaft mit dem in Wädenswil lebenden Metallwarenfabrikanten, Wohltäter und Mäzen Willi Blattmann (1906–1984). In der Folge schuf Kienzle eine Reihe von Produkten, u. a. einen Papierkorb, ein Service-Tischchen, eine Werkzeugkiste und eine Schuhkippe für die «Blattmann Metallwarenfabrik» (MEWA). Er war zudem als Berater für die MEWA-Produktpalette tätig. Um 1950 entstand das von der Wohnbedarf AG vertriebene metallene Telefon-Tischchen, das die Auszeichnung «Die gute Form» erhielt. Der Maler Ernst Wolf (1915–2007) porträtierte 1946 Wilhelm Kienzle. Das Gemälde befindet sich in der Sammlung des Kunstkredit Basel-Stadt.
Ab 1950 beschäftigte sich Kienzle intensiv mit Mathematik und Geometrie. Daraus entwickelte er das Legespiel «Trigon». Das Spiel orientiert sich am Goldenen Schnitt und besteht aus einem offenen System. Damit kann der Spieler unendlich viele Variationen legen und wird so zu mathematischen Wissenserkenntnissen angeregt. Als eine der letzten Arbeiten gilt der Entwurf der Abendmahlutensilien für die Thomaskirche in Basel. 
Das Museum für Gestaltung Zürich zeigte in der Ausstellungsreihe «Schweizer Design-Pioniere» 1991/1992 Werke von Wilhelm Kienzle.